# Fausto Ippoliti
Fausto Ippoliti (Roma, 25 maggio 1979) è un pilota automobilistico italiano.

## Carriera
- 1997: 4º in Formula Campus Italia
- 1999: 3º in Italia Formula 3 Federale
- 2000: 13º in Formula Renault 2000 Eurocup
- 2001: 5º in Formula Renault* 2000 Eurocup
- 2002: 5º nel Campionato Italiano Formula 3 (tre podi).
- 2003: 1º nel Campionato Italiano Formula 3
- 2004: 7º nell'Euro Formula 3000
- 2005: 7º nell'Euro Formula 3000
- 2006: 12 ° nell'Euro Formula 3000, 21º in Formula 3000 Masters